# Киндши, Нина
Нина Киндши (нем. Nina Kindschi; род. 23 августа 1992, Кур), урождённая Вайдахер (нем. Waidacher) — швейцарская хоккейная нападающая и тренер. В составе сборной Швейцарии бронзовый призёр Олимпийских игр 2014 года и чемпионата мира 2012 года. На начало 2014 года на клубном уровне играет за команду Колледжа Святой Схоластики из Дулута, штат Миннесота в чемпионате NCAA. 
В детстве занималась хоккеем в команде мальчиков, благодаря чему быстро прогрессировала, в 2008 году была вызвана в юношескую сборную страны для участия в чемпионате мира. К матчам взрослой национальной сборной привлекается с 2011 года. В Швейцарии, до переезда в США в 2011 году, выступала за команду «Цюрих Лайонс». К матчам национальной сборной привлекается с 2011 года.

## Личная жизнь
Является старшим ребёнком в семье из восьми детей. Дед спортсменки пятикратный чемпион Швейцарии по хоккею, отец так же чемпион Швейцарии. Муж — хоккеист Симон Киндши (род. 1996).
Владеет английским и немецким языками.